# Gabrielle Roy
Gabrielle Roy (Saint Boniface, Manitoba, 22 de marzo de 1909 - Ciudad de Quebec, Quebec, 13 de julio de 1983), fue una escritora canadiense de habla francesa. Por su primera obra, Bonheur d'occasion, recibió el Premio Femina y el Premio del Gobernador General (1947). Entre otros galardones, ha recibido la Medalla de la Academia de las Letras de Quebec (1946), el título de Compagnon de la Orden de Canadá (1967) y los premios Duvernay (1956) y Athanase-David (1970) por el conjunto de su obra. 

## Obra
- Bonheur d'occasion (1945). Publicada en español como Felicidad ocasional.
- Alexandre Chenevert (1954)
- La Petite Poule d'Eau (1950)
- Rue Deschambault (1955)
- La Montagne secrète (1961)
- La Route d'Altamont (1966)
- La Rivière sans repos (1970). Publicada en español como El río sin descanso.
- Cet été qui chantait (1972)
- Un jardin au bout du monde (1975)
- Ces Enfants de ma vie (1977)
- Frágiles lumières de la terre (1978)
- Ma vache Bossie (1976)
- Courte-Queue (1979)
- L'Espagnole et le Pékinoise (1987)